# Beaver (Pennsylvanie)
Pour les articles homonymes, voir Beaver.
Le borough de Beaver est le siège du comté de Beaver, situé dans le Commonwealth Pennsylvanie, aux États-Unis. Sa population s’élevait à 4 531 habitants lors du recensement de 2010, estimée à 4 299 habitants en 2018.

## Source
- (en) Cet article est partiellement ou en totalité issu de l’article de Wikipédia en anglais intitulé « Beaver, Pennsylvania » (voir la liste des auteurs).